# اللواء 210 مشاة ميكا (اليمن)
اللواء 210 مشاة ميكانيك هو لواء مشاة ميكانيك يمني ، يتبع المنطقة العسكرية الرابعة (الجنوبية سابقاً)، يتمركز اللواء حالياً في محافظة لحج .